# Benjamin Wilson

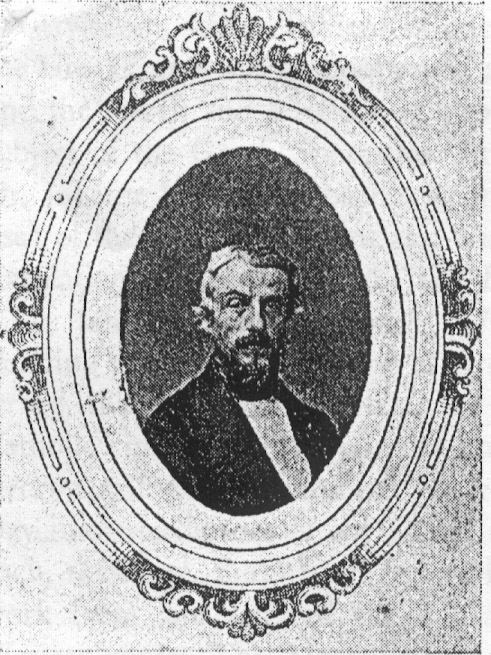
Benjamin Wilson

Benjamin Wilson (1817 - 1900) foi um autodidata bíblico, estudioso e autor da  "Emphatic Diaglott" (Diálogo Enfática) uma tradução interlinear do Novo Testamento bíblico que ele traduziu entre os anos de 1856 e 1864. Ele também foi co-fundador do movimento "Church of God of the Abrahamic Faith" (Igreja de Deus da fé de Abraão).

## Legado

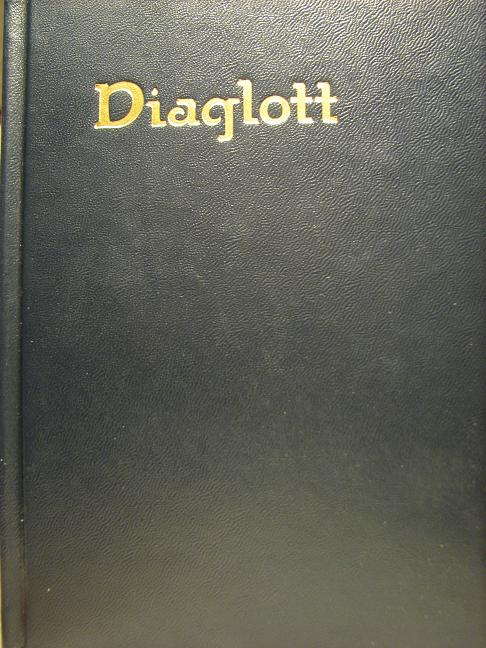
Edição da "Emphatic Diaglott" 1865 republicada pela Sociedade Torre de Vigia 1927-1982.

Sua edição da "The Emphatic Diaglott" foi uma das primeiras traduções intelineares em grego-inglês a ser publicada nos Estados Unidos da América, granjeando-lhe influência considerável. Após a morte de Wilson, os direitos autorais foram comprados em 1902 pela Sociedade Torre de Vigia de Bíblias e Tratados, ainda sob a presidência de Charles Taze Russell - o fundador da mesma e também do movimento dos Estudantes da Bíblia. A Sociedade Torre de Vigia publicou a Diaglott em suas próprias prensas apenas a partir de 1927, sendo publicada continuamente desde então a até 1982.
Em 2000, a Igreja de Deus da fé de Abraão, Igreja da Bendita Esperança, com o auxilio de seus correligionários, os Cristadelfianos, imprimiram uma nova edição com prefácio histórico.